# 北薩哈林平原
北薩哈林平原是俄羅斯的平原，位於施密特半島北部，長約300公里、寬約100公里，面積約28,000平方公里，最高點海拔高度601米，沿岸地區有多個潟湖。